# Lac Bressani
Lac Bressani är en sjö i Kanada.   Den ligger i regionen Nord-du-Québec och provinsen Québec, i den östra delen av landet, 400 km norr om huvudstaden Ottawa. Lac Bressani ligger 391 meter över havet. Arean är 1,1 kvadratkilometer. Den sträcker sig 1,9 kilometer i nord-sydlig riktning, och 1,7 kilometer i öst-västlig riktning.
I omgivningarna runt Lac Bressani växer i huvudsak barrskog. Trakten runt Lac Bressani är nära nog obefolkad, med mindre än två invånare per kvadratkilometer.